# Fórmula do somatório de Poisson
A fórmula de soma de Poisson (às vezes chamada de retomada de Poisson ) é uma identidade entre duas somas infinitas, a primeira construída com uma função f, a segunda com sua transformada de Fourier {\displaystyle {\hat {f}}}. Aqui, f é uma função na linha real ou mais geralmente em um espaço euclidiano . A fórmula foi descoberta por Siméon Denis Poisson .
Ela, e suas generalizações, são importantes em várias áreas da matemática, incluindo teoria dos números, análise harmônica e geometria Riemanniana . Uma das maneiras de interpretar a fórmula unidimensional é ver uma relação entre o espectro do operador Laplace-Beltrami no círculo e os comprimentos da geodésica periódica nessa curva. A fórmula dos traços de Selberg, na interface de todos os domínios mencionados acima e também da análise funcional, estabelece uma relação do mesmo tipo, mas com um caráter muito mais profundo, entre o espectro Laplaciano e os comprimentos da geodésica na região de superfícies com curvatura constante negativa (enquanto as fórmulas de Poisson na dimensão n estão relacionadas ao Laplaciano e à geodésica periódica dos toros, espaços de curvatura zero).

## Fórmula do somatório de Poisson

### Convenção
Para qualquer função f a valores complexos e integrados em ℝ, é chamada transformada de Fourier de f a aplicação {\displaystyle {\hat {f}}} definido por 

### Teorema
Seja a número real positivo e ωo = 2π/a
Se f é uma função contínua de ℝ in ℂ e integrável de modo que
```

  

    

      

        
∃

        
C

        
>

        
0

      

    

    
{\displaystyle \exists C>0}

  

 , 

  

    

      

        
∃

        
α

        
>

        
1

      

    

    
{\displaystyle \exists \alpha >1}

  

 ,  

  

    

      

        
∀

        
x

        
∈

        

          

            
R

          

        

      

    

    
{\displaystyle \forall x\in \mathbb {\mathbb {R} } }

  

 , 

  

    

      

        

          
|

        

        
f

        
(

        
x

        
)

        

          
|

        

        
≤

        

          

            
C

            

              
(

              
1

              
+

              

                
|

              

              
x

              

                
|

              

              

                
)

                

                  
α

                

              

            

          

        

      

    

    
{\displaystyle |f(x)|\leq {\frac {C}{(1+|x|)^{\alpha }}}}

  

```

e
```

  

    

      

        

          
∑

          

            
m

            
=

            
−

            
∞

          

          

            
∞

          

        

        

          
|

        

        

          

            

              
f

              
^

            

          

        

        
(

        
m

        

          
ω

          

            
0

          

        

        
)

        

          
|

        

        
<

        
∞

      

    

    
{\displaystyle \sum _{m=-\infty }^{\infty }|{\hat {f}}(m\omega _{0})|<\infty }

  

```

então

### Demonstração
O lado esquerdo da fórmula é a soma S de uma série de funções contínuas. A primeira das duas hipóteses em f implica que esta série normalmente converge para qualquer parte delimitada de ℝ. Portanto, sua soma é uma função contínua. Além disso, S é a periódico por definição. Podemos, portanto, calcular os coeficientes complexos de sua série de Fourier:
```

  

    

      

        

          
c

          

            
m

          

        

        
=

        

          

            
1

            
a

          

        

        

          
∫

          

            
0

          

          

            
a

          

        

        
S

        
(

        
t

        
)

        

          

            

              
e

            

          

          

            
−

            

              
i

            

            
m

            

              
ω

              

                
0

              

            

            
t

          

        

        

          
d

        

        
t

        
=

        

          

            
1

            
a

          

        

        

          
∑

          

            
n

            
∈

            

              
Z

            

          

        

        

          
∫

          

            
0

          

          

            
a

          

        

        
f

        
(

        
t

        
+

        
n

        
a

        
)

        

          

            

              
e

            

          

          

            
−

            

              

                
i

              

            

            
m

            

              
ω

              

                
0

              

            

            
t

          

        

        
 

        

          
d

        

        
t

      

    

    
{\displaystyle c_{m}={\frac {1}{a}}\int _{0}^{a}S(t){\rm {e}}^{-\mathrm {i} m\omega _{0}t}\mathrm {d} t={\frac {1}{a}}\sum _{n\in \mathbb {Z} }\int _{0}^{a}f(t+na){\rm {e}}^{-{\rm {i}}m\omega _{0}t}~\mathrm {d} t}

  

```

A reversão integral em série sendo justificada pela convergência normal da série que define S. Deduzimos
{\displaystyle c_{m}={\frac {1}{a}}\sum _{n\in \mathbb {Z} }\int _{0}^{a}f(t+na){\rm {e}}^{-{\rm {i}}m\omega _{0}(t+na)}~\mathrm {d} t={\frac {1}{a}}\sum _{n\in \mathbb {Z} }\int _{na}^{(n+1)a}f(s){\rm {e}}^{-{\rm {i}}m\omega _{0}s}~\mathrm {d} s={\frac {1}{a}}\int _{-\infty }^{\infty }f(s){\rm {e}}^{-\mathrm {i} m\omega _{0}s}~\mathrm {d} s={\frac {1}{a}}{\hat {f}}(m\omega _{0}).}
De acordo com a segunda hipótese em f, a série de cm é, portanto, absolutamente convergente . Somando a série Fourier de S, obtemos {\displaystyle S(t)=\sum _{m\in \mathbb {Z} }c_{m}{\rm {e}}^{\mathrm {i} mt\omega _{0}}={\frac {1}{a}}\sum _{m\in \mathbb {Z} }{\hat {f}}(m\omega _{0}){\rm {e}}^{\mathrm {i} mt\omega _{0}}.}

### Convenção alternativa
Se as seguintes convenções forem usadas   : 
 então a fórmula da soma de Poisson é reescrita (com t = 0 e a = 1 )   : 

### Sobre as condições de convergência
Uma maneira prática de superar as condições de regularidade impostas à função f é colocar-se no contexto mais geral da teoria das distribuições . Se notarmos {\displaystyle \delta (x)} a distribuição Dirac, se introduzirmos a seguinte distribuição   : 
 uma maneira elegante de reformular a soma é dizer que {\displaystyle \Delta (x)} é sua própria transformação de Fourier.

## Aplicações da retomada de Poisson
Os exemplos mais básicos dessa fórmula são usados para determinar somas simples de números inteiros   : 
 ou mesmo   : 
 Nós os convertemos em séries geométricas que podem ser somadas com precisão.
Em geral, a retomada de Poisson é útil na medida em que uma série que converge lentamente no espaço direto pode ser transformada em uma série que converge muito mais rapidamente no espaço de Fourier (se usarmos o exemplo de Funções gaussianas, uma lei normal de grande variação no espaço direto é convertida em uma lei normal de pequena variação no espaço de Fourier). Essa é a ideia essencial por trás da soma de Ewald .

## Interpretação geométrica

### Definições
O círculo, ou toro T em uma dimensão, é uma curva compacta que pode ser representada como o espaço quociente da linha euclidiana ℝ por um subgrupo discreto a ℤ do grupo das isométricas   : 

### Geodésicas periódicas
As geodésicas periódicas do toro plano tem comprimentos dados por: 

### Espectro do operador Laplace-Beltrami
Considere o operador Laplace-Beltrami em T  : 
 Vamos procurar em particular seus autovalores {\displaystyle \lambda _{n}}, soluções da equação com autovalores   : 
 onde as funções próprias {\displaystyle u_{n}} estão {\displaystyle C^{\infty }(\mathbb {R} )} e verifique a condição da periodicidade   : 
 Esses autovalores formam um todo contável que pode ser classificado em uma sequência crescente  : 

## Generalizações
Podemos facilmente formular uma generalização dessa fórmula na dimensão n . Dada uma rede {\displaystyle \Lambda \subset \mathbb {R} ^{n}} então podemos definir a rede dupla {\displaystyle \Lambda '} (como formas no espaço vetorial duplo com valores inteiros em {\displaystyle \Lambda } ou através da dualidade de Pontryagin ). Portanto, se considerarmos a distribuição de Dirac multidimensional,  ainda notamos {\displaystyle \delta (x)} com {\displaystyle x\in \mathbb {R} ^{n}}, podemos definir a distribuição 
 Desta vez, obtemos uma fórmula de soma de Poisson observando que a transformada de Fourier de {\displaystyle \Delta _{\Lambda }(x)} é {\displaystyle \Delta _{\Lambda '}(x)} (considerando uma normalização apropriada da transformação de Fourier).
Essa fórmula é frequentemente usada na teoria das funções teta. Na teoria dos números, podemos generalizar ainda mais essa fórmula no caso de um grupo abeliano localmente compacto . Na análise harmônica não comutativa, essa ideia é levada ainda mais longe e leva à fórmula dos traços de Selberg e assume um caráter muito mais profundo.
Um caso especial é o de grupos abelianos finitos, para os quais a fórmula da soma de Poisson é imediata ( cf. Análise harmônica em um grupo abeliano finito ) e tem muitas aplicações teóricas em aritmética e aplicada, por exemplo, em teoria de códigos e criptografia ( cf. Função booleana ).